# Nuevo Vicente Guerrero, Tecpatán
Nuevo Vicente Guerrero är en ort i Mexiko.   Den ligger i kommunen Tecpatán och delstaten Chiapas, i den sydöstra delen av landet, 700 km öster om huvudstaden Mexico City. Nuevo Vicente Guerrero ligger 234 meter över havet och antalet invånare är 316.
Terrängen runt Nuevo Vicente Guerrero är huvudsakligen kuperad. Nuevo Vicente Guerrero ligger nere i en dal. Runt Nuevo Vicente Guerrero är det ganska glesbefolkat, med 42 invånare per kvadratkilometer. Närmaste större samhälle är Tecpatán, 15,6 km sydost om Nuevo Vicente Guerrero. I omgivningarna runt Nuevo Vicente Guerrero växer huvudsakligen savannskog.